# U 858
U 858 war ein von der Kriegsmarine im Zweiten Weltkrieg eingesetztes U-Boot vom Typ IX C/40. Das U-Boot konnte keine Schiffe versenken oder beschädigen und wurde am 14. Mai 1945 – nach der Kapitulation der Wehrmacht – vor Cape Henlopen (Delaware) der US Navy übergeben.

## Bau und Ausstattung
U 858 hatte an der Oberfläche eine Wasserverdrängung von 1144 t und unter Wasser 1257 t. Es war insgesamt 87,6 m lang, 7,5 m breit, 10,2 m hoch mit einem 68,5 m langen und 4,4 m breiten Druckkörper und hatte einen Tiefgang von 5,35 m. Das von der zum Deschimag-Konzern gehörenden AG-Weser-Werft in Bremen gebaute U-Boot wurde von zwei mit Abgasturbolader ausgestatteten MAN-Viertakt-Dieselmotoren M9V40/46 mit je 9 Zylindern und einer Gesamtleistung von 4400 PS (3240 KW), bei Unterwasserbetrieb mit zwei Elektromotoren der Siemens-Schuckertwerke mit einer Leistung von 370 kW (500 PS), angetrieben. Es hatte zwei Antriebswellen mit zwei 1,92 m großen Schiffsschrauben. Das Boot war zum Tauchen bis in Tiefen von 150 m als reguläre Tauchtiefe, maximal bis zu 200 m geeignet.
Das U-Boot erreichte an der Oberfläche Geschwindigkeiten von bis zu 13,2 Knoten und unter Wasser bis zu 7,3 Knoten. Aufgetaucht konnte das Boot bei 10 Knoten bis zu 13.850 Seemeilen weit fahren, untergetaucht bei 4 Knoten bis zu 63 Seemeilen. U 858 war mit sechs 533-mm-Torpedorohren – vier am Bug und zwei am Heck – und 22 Torpedos, einer 10,5-cm-Schnellladekanone SK C/32 mit 180 Schuss Munition, einer 3,7-cm-FlaK SK C/30 und einer 2-cm-FlaK C/30 ausgestattet.

## Mannschaft
Die Mannschaftsstärke des U-Boots betrug 48 bis 60 Mann. Bei seiner letzten Fahrt waren es 55 Mann.

## Einsätze
Nach seiner Indienststellung diente U 858 unter dem Kommando des Kapitänleutnants Thilo Bode (1918–2014) vom 29. September 1943 bis zum 1. April 1944 als Ausbildungsboot und wurde erprobt; zudem wurde ihm in Wesermünde ein Schnorchel eingebaut. Bis zum 11. Juni 1944 wurde es dann in Kiel für die erste Feindfahrt ausgerüstet. Am 12. Juni 1944 lief U 858 aus dem Kieler Hafen aus und operierte nach kurzem Zwischenhalten in Kristiansand als Wetterboot im Nordatlantik, erzielte dabei aber keine Versenkungserfolge. Die Rückfahrt erfolgte über Farsund, Kristiansand und Larvik zum Zielhafen Flensburg, der am 4. Oktober 1944 erreicht wurde. Anfang März wurde U 858 über Kiel und Korsör nach Horten (Norwegen) verlegt.

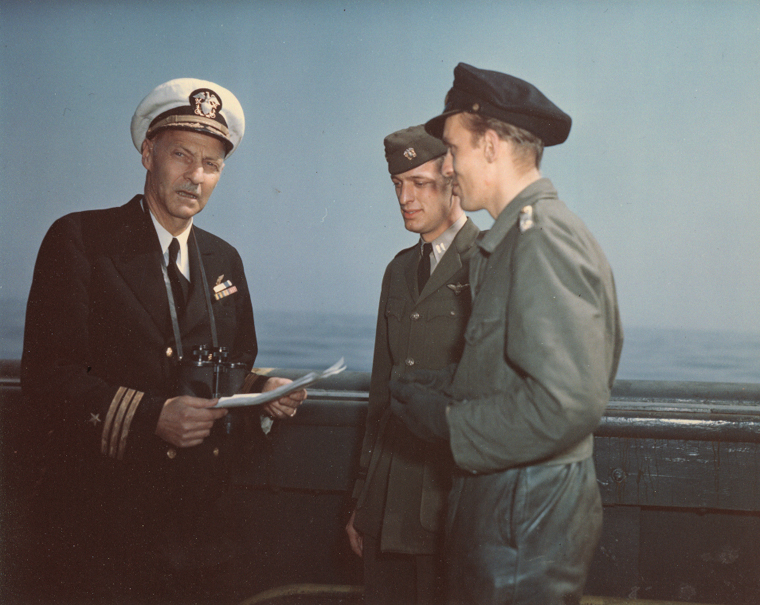
Formelle Kapitulation von Kapitänleutnant Thilo Bode (rechts)

Am 11. März 1945 verließ U 858 den Hafen von Horten, um als Teil der U-Boot-Gruppe „Seewolf“ im Nordatlantik vor der Ostküste der USA zu operieren. Hierbei konnte es keine Schiffe versenken und hatte überhaupt keinen Feindkontakt. Nach der Kapitulation der Wehrmacht ergab sich Thilo Bode am 10. Mai 1945 mit U 858 und seiner 55-köpfigen Besatzung dem US-amerikanischen Zerstörer USS Pillsbury (DE-133) und lief am 14. Mai 1945 in Fort Miles in Lewes (Delaware) ein.

## Verbleib des U-Bootes
Nach der Kapitulation wurde das Boot den USA zugesprochen. Am 20. November 1947 wurde U 858 bei Torpedoversuchen der US Navy durch das U-Boot Sirago (SS-485) versenkt.